# Heinrich Thon
Heinrich Thon, född 17 augusti 1872 i Neumünster, död 8 juli 1939 i Kiel, var en tysk jurist och politiker. Han var Oberpräsident i Provinsen Schleswig-Holstein från 1932 till 1933. Efter Adolf Hitlers maktövertagande efterträddes han av Hinrich Lohse.